# Anthriscus caucalis
Anthriscus caucalis là một loài thực vật có hoa trong họ Hoa tán. Loài này được M.Bieb. mô tả khoa học đầu tiên năm 1808.

## Hình ảnh

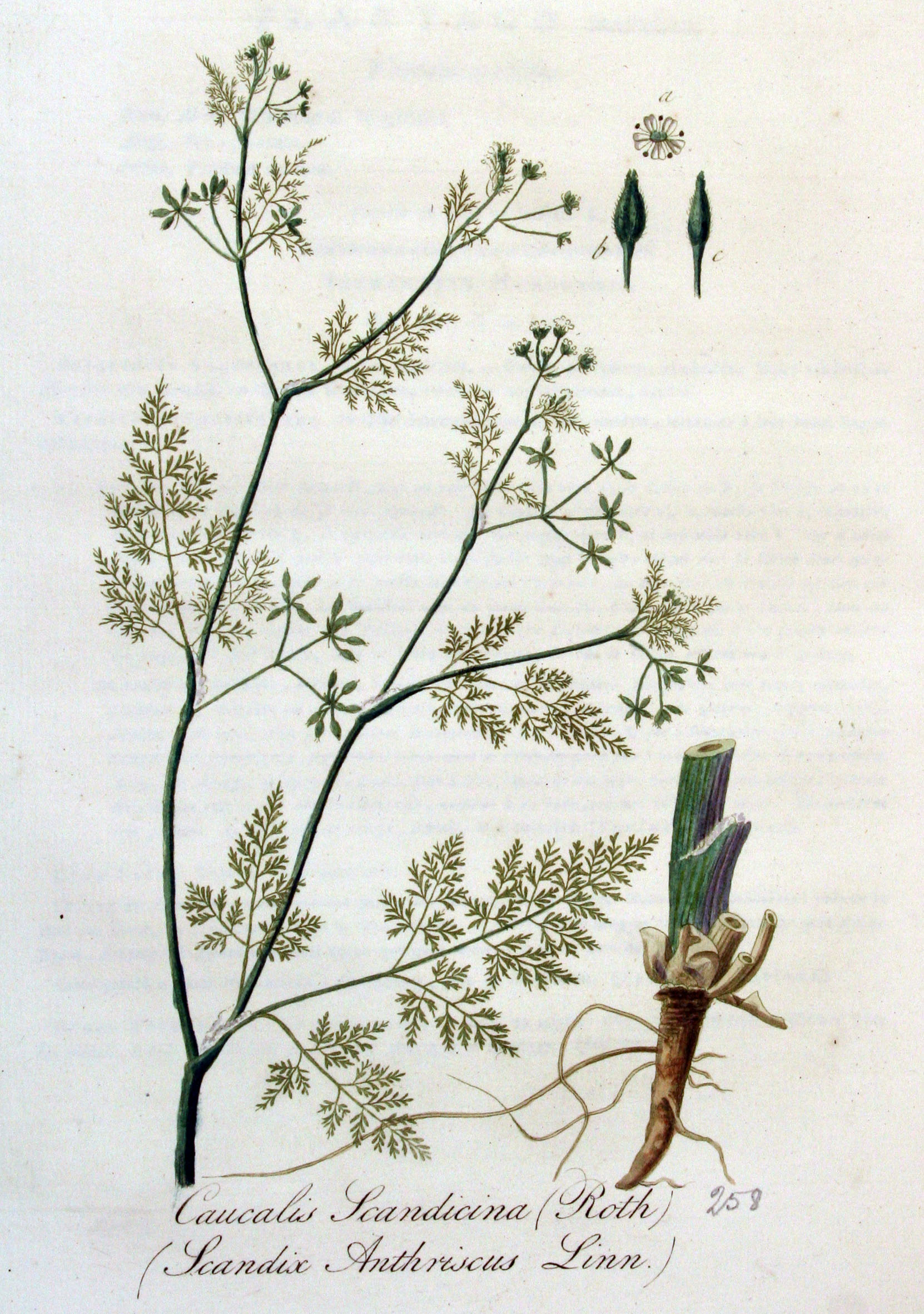
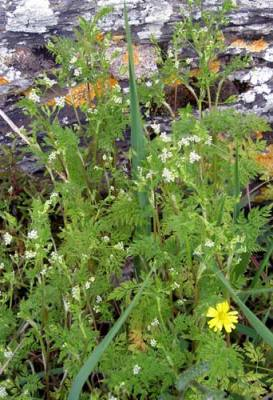
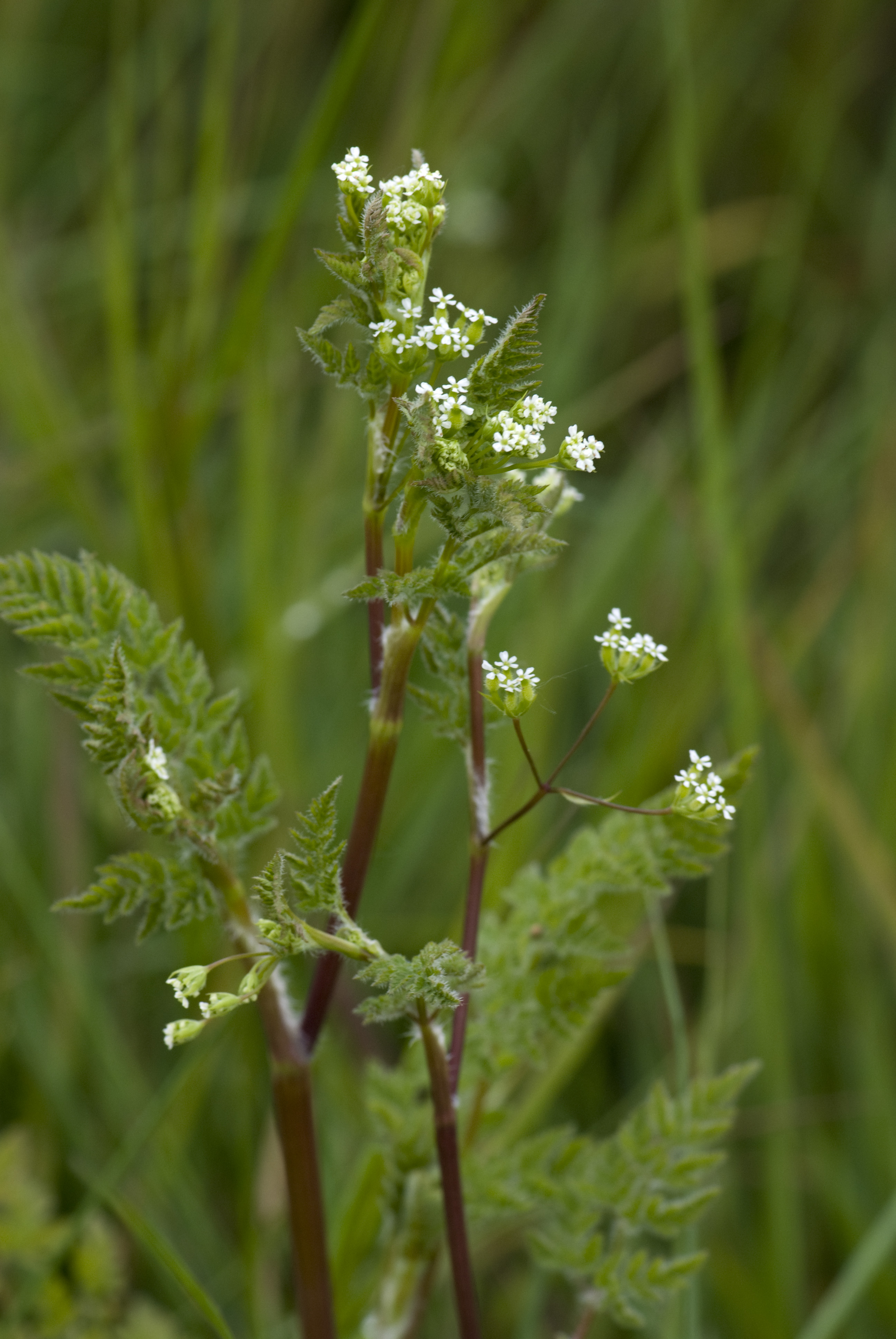
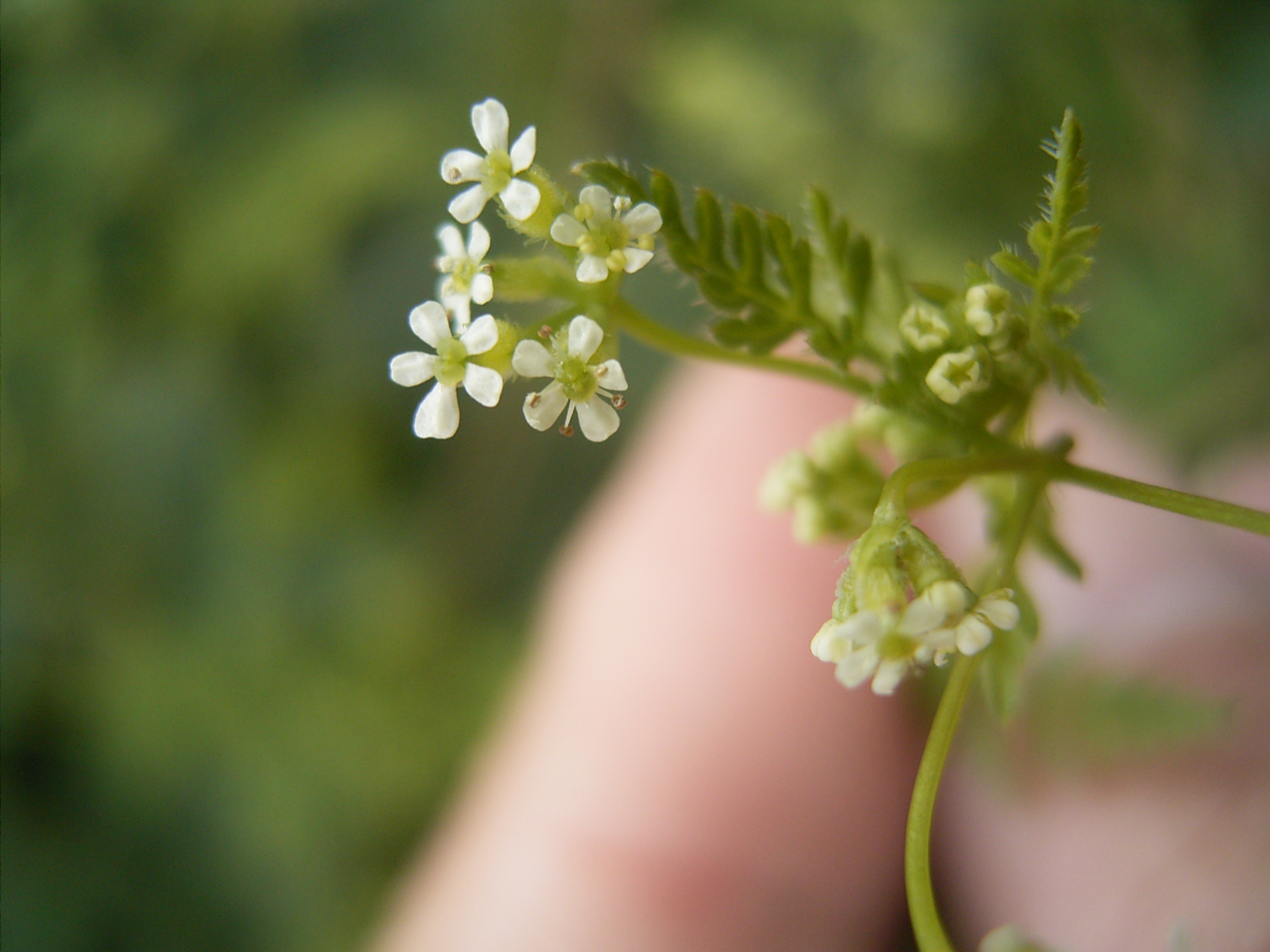